# Filmes de 1949 da Allied Artists Pictures

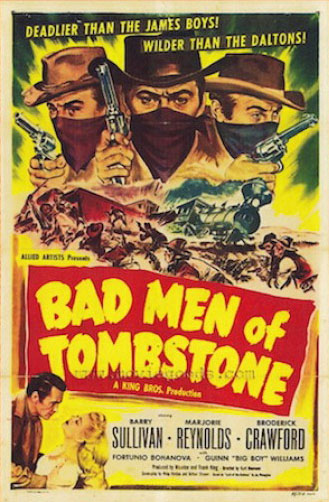
Cartaz de Bad Men of Tombstone, um dos muitos pequenos faroestes produzidos pela Allied Artists.

- Em 1949, a Allied Artists lançou um total de 8 filmes.[1][2]

## Filmes do ano
| Título Original            | Título no Brasil      | Estrelado por   | Dirigido por    | Gênero   |
| -------------------------- | --------------------- | --------------- | --------------- | -------- |
| Bad Boy                    | O Caminho da Perdição | Audie Murphy    | Kurt Neumann    | Policial |
| Bad Men of Tombstone       | O Último Malfeitor    | Barry Sullivan  | Kurt Neumann    | Faroeste |
| The Golden Madonna         | A Madona              | Phyllis Calvert | Ladislas Vajda  | Drama    |
| Massacre River             | Rio Sangrento         | Guy Madison     | John Rawlins    | Faroeste |
| My Brother Jonathan        | Luta Incerta          | Michael Denison | Harold French   | Drama    |
| Stampede                   | A Debandada           | Rod Cameron     | Lesley Selander | Faroeste |
| Strike It Rich             | Frente a Frente       | Rod Cameron     | Lesley Selander | Comédia  |
| There's a Girl in My Heart |                       | Lee Bowman      | Arthur Dreifuss | Musical  |